# Miami Open 2013 - Qualificazioni singolare maschile
Le qualificazioni del singolare maschile del Miami Open 2013 sono state un torneo di tennis preliminare per accedere alla fase finale della manifestazione. I vincitori dell'ultimo turno sono entrati di diritto nel tabellone principale. In caso di ritiro di uno o più giocatori aventi diritto a questi sono subentrati i lucky loser, ossia i giocatori che hanno perso nell'ultimo turno ma che avevano una classifica più alta rispetto agli altri partecipanti che avevano comunque perso nel turno finale.

## Giocatori

### Teste di serie
1. Michael Russell (primo turno)
2. Daniel Brands (ultimo turno, Lucky loser)
3. Dmitrij Tursunov (qualificato)
4. Édouard Roger-Vasselin (ultimo turno, Lucky loser)
5. Guillaume Rufin (qualificato)
6. Martín Alund (primo turno)
7. Jan Hájek (qualificato)
8. Rajeev Ram (qualificato)
9. Kenny de Schepper (primo turno)
10. Tim Smyczek (qualificato)
11. Steve Darcis (primo turno)
12. Serhij Stachovs'kyj (primo turno)

1. Matthias Bachinger (ultimo turno)
2. Adrian Ungur (primo turno)
3. Thiemo de Bakker (qualificato)
4. Matthew Ebden (primo turno)
5. Rogério Dutra da Silva (ultimo turno)
6. Andreas Haider-Maurer (ultimo turno)
7. Jan-Lennard Struff (ultimo turno)
8. Philipp Petzschner (primo turno)
9. Marc Gicquel (qualificato)
10. Björn Phau (ultimo turno)
11. Dudi Sela (qualificato)
12. Matteo Viola (ultimo turno)

### Qualificati
1. Dudi Sela
2. Marc Gicquel
3. Dmitrij Tursunov
4. Thiemo de Bakker
5. Guillaume Rufin
6. Olivier Rochus

1. Jan Hájek
2. Rajeev Ram
3. Frank Dancevic
4. Tim Smyczek
5. Marius Copil
6. Robby Ginepri

### Lucky Losers
1. Daniel Brands

1. Édouard Roger-Vasselin

## Tabellone qualificazioni

### Legenda
| - Q = Qualificato - WC = Wild card - LL = Lucky loser | - ALT = Alternate - SE = Special Exempt - PR = Protected Ranking | - w/o = Walkover - r = Ritirato - d = Squalificato |

### Sezione 1
|  | Primo turno | Primo turno     | Primo turno     | Primo turno | Primo turno |  |  | Ultimo turno | Ultimo turno | Ultimo turno | Ultimo turno | Ultimo turno |  |
|  |             |                 |                 |             |             |  |  |              |              |              |              |              |  |
|  | 1           | Michael Russell | Michael Russell | 3           | 4           |  |  |              |              |              |              |              |  |
|  |             | João Souza      | João Souza      | 6           | 6           |  |  |              | João Souza   | 7            | 3            | 0            |  |
|  | WC          | Ryan Sweeting   | Ryan Sweeting   | 4           | 4           |  |  | 23           | Dudi Sela    | 5            | 6            | 6            |  |
|  | 23          | Dudi Sela       | Dudi Sela       | 6           | 6           |  |  |              |              |              |              |              |  |

### Sezione 2
|  | Primo turno | Primo turno     | Primo turno     | Primo turno | Primo turno |  |  | Ultimo turno | Ultimo turno  | Ultimo turno  | Ultimo turno | Ultimo turno |  |
|  |             |                 |                 |             |             |  |  |              |               |               |              |              |  |
|  | 2           | Daniel Brands   | Daniel Brands   | 6           | 6           |  |  |              |               |               |              |              |  |
|  | WC          | Deiton Baughman | Deiton Baughman | 2           | 4           |  |  | 2            | Daniel Brands | Daniel Brands | 63           | 3            |  |
|  |             | Ivan Serheev    | 7               | 1           | 4           |  |  | 21           | Marc Gicquel  | Marc Gicquel  | 7            | 6            |  |
|  | 21          | Marc Gicquel    | 63              | 6           | 6           |  |  |              |               |               |              |              |  |

### Sezione 3
|  | Primo turno | Primo turno      | Primo turno  | Primo turno | Primo turno |  |  | Ultimo turno | Ultimo turno     | Ultimo turno | Ultimo turno | Ultimo turno |  |
|  |             |                  |              |             |             |  |  |              |                  |              |              |              |  |
|  | 3           | Dmitrij Tursunov | 62           | 6           | 6           |  |  |              |                  |              |              |              |  |
|  |             | Florent Serra    | 7            | 3           | 2           |  |  | 3            | Dmitrij Tursunov | 1            | 6            | 6            |  |
|  |             | Antonio Veić     | Antonio Veić | 3           | 2           |  |  | 22           | Björn Phau       | 6            | 4            | 4            |  |
|  | 22          | Björn Phau       | Björn Phau   | 6           | 6           |  |  |              |                  |              |              |              |  |

### Sezione 4
|  | Primo turno | Primo turno            | Primo turno            | Primo turno | Primo turno |  |  | Ultimo turno | Ultimo turno           | Ultimo turno           | Ultimo turno | Ultimo turno |  |
|  |             |                        |                        |             |             |  |  |              |                        |                        |              |              |  |
|  | 4           | Édouard Roger-Vasselin | Édouard Roger-Vasselin | 6           | 7           |  |  |              |                        |                        |              |              |  |
|  | WC          | Yuki Bhambri           | Yuki Bhambri           | 4           | 5           |  |  | 4            | Édouard Roger-Vasselin | Édouard Roger-Vasselin | 3            | 4            |  |
|  | WC          | Yoshihito Nishioka     | Yoshihito Nishioka     | 0           | 0           |  |  | 15           | Thiemo de Bakker       | Thiemo de Bakker       | 6            | 6            |  |
|  | 15          | Thiemo de Bakker       | Thiemo de Bakker       | 6           | 6           |  |  |              |                        |                        |              |              |  |

### Sezione 5
|  | Primo turno | Primo turno       | Primo turno  | Primo turno | Primo turno |  |  | Ultimo turno | Ultimo turno    | Ultimo turno | Ultimo turno | Ultimo turno |  |
|  |             |                   |              |             |             |  |  |              |                 |              |              |              |  |
|  | 5           | Guillaume Rufin   | 4            | 6           | 7           |  |  |              |                 |              |              |              |  |
|  |             | Uladzimir Ihnacik | 6            | 3           | 5           |  |  | 5            | Guillaume Rufin | 4            | 7            | 6            |  |
|  |             | Thiago Alves      | Thiago Alves | 3           | 0           |  |  | 24           | Matteo Viola    | 6            | 65           | 4            |  |
|  | 24          | Matteo Viola      | Matteo Viola | 6           | 6           |  |  |              |                 |              |              |              |  |

### Sezione 6
|  | Primo turno | Primo turno        | Primo turno        | Primo turno | Primo turno |  |  | Ultimo turno    | Ultimo turno    | Ultimo turno    | Ultimo turno | Ultimo turno |  |
|  |             |                    |                    |             |             |  |  |                 |                 |                 |              |              |  |
|  | 6           | Martín Alund       | 3                  | 6           | 3           |  |  |                 |                 |                 |              |              |  |
|  |             | Paul Capdeville    | 6                  | 3           | 6           |  |  | Paul Capdeville | Paul Capdeville | Paul Capdeville | 64           | 3            |  |
|  |             | Olivier Rochus     | Olivier Rochus     | 6           | 6           |  |  | Olivier Rochus  | Olivier Rochus  | Olivier Rochus  | 7            | 6            |  |
|  | 20          | Philipp Petzschner | Philipp Petzschner | 3           | 4           |  |  |                 |                 |                 |              |              |  |

### Sezione 7
|  | Primo turno | Primo turno   | Primo turno   | Primo turno | Primo turno |  |  | Ultimo turno | Ultimo turno  | Ultimo turno | Ultimo turno | Ultimo turno |  |
|  |             |               |               |             |             |  |  |              |               |              |              |              |  |
|  | 7           | Jan Hájek     | Jan Hájek     | 6           | 6           |  |  |              |               |              |              |              |  |
|  |             | Miša Zverev   | Miša Zverev   | 1           | 3           |  |  | 7            | Jan Hájek     | 1            | 6            | 6            |  |
|  |             | Steve Johnson | Steve Johnson | 6           | 7           |  |  |              | Steve Johnson | 6            | 4            | 4            |  |
|  | 16          | Matthew Ebden | Matthew Ebden | 4           | 65          |  |  |              |               |              |              |              |  |

### Sezione 8
|  | Primo turno | Primo turno           | Primo turno       | Primo turno | Primo turno |  |  | Ultimo turno | Ultimo turno          | Ultimo turno          | Ultimo turno | Ultimo turno |  |
|  |             |                       |                   |             |             |  |  |              |                       |                       |              |              |  |
|  | 8           | Rajeev Ram            | Rajeev Ram        | 6           | 6           |  |  |              |                       |                       |              |              |  |
|  |             | Diego Schwartzman     | Diego Schwartzman | 4           | 4           |  |  | 8            | Rajeev Ram            | Rajeev Ram            | 6            | 6            |  |
|  |             | Michael Berrer        | 6                 | 4           | 1           |  |  | 18           | Andreas Haider-Maurer | Andreas Haider-Maurer | 1            | 3            |  |
|  | 18          | Andreas Haider-Maurer | 4                 | 6           | 6           |  |  |              |                       |                       |              |              |  |

### Sezione 9
|  | Primo turno | Primo turno            | Primo turno       | Primo turno | Primo turno |  |  | Ultimo turno | Ultimo turno           | Ultimo turno | Ultimo turno | Ultimo turno |  |
|  |             |                        |                   |             |             |  |  |              |                        |              |              |              |  |
|  | 9           | Kenny de Schepper      | Kenny de Schepper | 4           | 64          |  |  |              |                        |              |              |              |  |
|  |             | Frank Dancevic         | Frank Dancevic    | 6           | 7           |  |  |              | Frank Dancevic         | 62           | 6            | 6            |  |
|  |             | Illja Marčenko         | 4                 | 6           | 6(1)        |  |  | 17           | Rogério Dutra da Silva | 7            | 3            | 3            |  |
|  | 17          | Rogério Dutra da Silva | 6                 | 3           | 7           |  |  |              |                        |              |              |              |  |

### Sezione 10
|  | Primo turno | Primo turno        | Primo turno        | Primo turno | Primo turno |  |  | Ultimo turno | Ultimo turno       | Ultimo turno | Ultimo turno | Ultimo turno |  |
|  |             |                    |                    |             |             |  |  |              |                    |              |              |              |  |
|  | 10          | Tim Smyczek        | Tim Smyczek        | 6           | 6           |  |  |              |                    |              |              |              |  |
|  |             | Gastão Elias       | Gastão Elias       | 0           | 4           |  |  | 10           | Tim Smyczek        | 5            | 6            | 6            |  |
|  |             | Wayne Odesnik      | Wayne Odesnik      | 6(0)        | 2           |  |  | 13           | Matthias Bachinger | 7            | 3            | 1            |  |
|  | 13          | Matthias Bachinger | Matthias Bachinger | 7           | 6           |  |  |              |                    |              |              |              |  |

### Sezione 11
|  | Primo turno | Primo turno        | Primo turno        | Primo turno | Primo turno |  |  | Ultimo turno | Ultimo turno       | Ultimo turno       | Ultimo turno | Ultimo turno |  |
|  |             |                    |                    |             |             |  |  |              |                    |                    |              |              |  |
|  | 11          | Steve Darcis       | Steve Darcis       | 2           | 3           |  |  |              |                    |                    |              |              |  |
|  |             | Marius Copil       | Marius Copil       | 6           | 6           |  |  |              | Marius Copil       | Marius Copil       | 7            | 6            |  |
|  |             | Ivo Karlović       | Ivo Karlović       | 3           | 3           |  |  | 19           | Jan-Lennard Struff | Jan-Lennard Struff | 5            | 4            |  |
|  | 19          | Jan-Lennard Struff | Jan-Lennard Struff | 6           | 6           |  |  |              |                    |                    |              |              |  |

### Sezione 12
|  | Primo turno | Primo turno         | Primo turno   | Primo turno | Primo turno |  |  | Ultimo turno | Ultimo turno  | Ultimo turno  | Ultimo turno | Ultimo turno |  |
|  |             |                     |               |             |             |  |  |              |               |               |              |              |  |
|  | 12          | Serhij Stachovs'kyj | 6             | 63          | 2           |  |  |              |               |               |              |              |  |
|  |             | Jack Sock           | 4             | 7           | 6           |  |  |              | Jack Sock     | Jack Sock     | 4            | 4            |  |
|  | WC          | Robby Ginepri       | Robby Ginepri | 7           | 6           |  |  | WC           | Robby Ginepri | Robby Ginepri | 6            | 6            |  |
|  | 14          | Adrian Ungur        | Adrian Ungur  | 62          | 2           |  |  |              |               |               |              |              |  |